# Gao'an
Gao'an (高安市S, Gāo'ānP) è una città-contea della Cina, situata nella provincia di Jiangxi e amministrata dalla prefettura di Yichun.